# Institución Atlética Sud América

Institución Atlética Sud América, mais conhecido como Sud América é um clube do futebol uruguaio com sede na capital Montevidéu e que atualmente joga na Segunda Divisão.

## História
Seu estádio é Parque Ángel Fossa, com capacidade para 6 mil torcedores, inaugurado em 17 de fevereiro de 1935.
Atualmente joga na Segunda División Profesional de Uruguay. O Sud América já venceu a Segunda División seis vezes, sendo o terceiro maior vencedor da Segunda División, empatado com o River Plate. Chegou também a vencer a hoje extinta Divisão Intermediária de Futebol do Uruguai em 1926.
Participou da Copa Conmebol 1995, fazendo um boa campanha, indo até as quartas de finais.

### Excursão ao Brasil em 1931

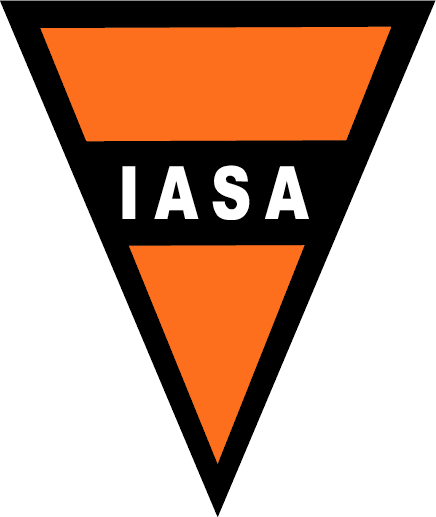
Outra versão do escudo

Em 1931, o Sud América foi convidado pelo brasileiro Vasco da Gama para se apresentar no Brasil. O Uruguai, na época, era o campeão olímpico e mundial, de modo que a visita despertou bastante interesse na imprensa e sociedade brasileira. Para a excursão em solo brasileiro, a equipe contou com o reforço de jogadores de outros clubes de Montevidéu, como o Club Atlético Olimpia, Central Español Fútbol Club, Wanderers e os poderosos Peñarol e Nacional. Não obstante o oferecimento de tais jogadores, e do Sud América ser considerado pelo Jornal dos Sports como uma das melhores equipes uruguaias da época, a campanha não foi muito favorável: apenas cinco vitórias em treze jogos, sofrendo goleadas do Vasco (3x0) e do Santos (5x0). O desempenho uruguaio recebeu críticas da mídia brasileira, que classificou a equipe como "fraca" e "tecnicamente deficiente". Por outro lado, o time uruguaio foi elogiado pela imprensa brasileira pelo seu cavalheirismo e jogo limpo. A excursão do Sud América decorreu entre os meses de março e abril, e a agremiação visitou as cidades do Rio de Janeiro, Belo Horizonte, Santos, Salvador, Niterói e Vitória. Foram enfrentadas tradicionais equipes brasileiras, como o Atlético Mineiro e o Bahia,  além dos já citados Vasco e Santos. No total, foram disputados treze jogos, com cinco vitórias, cinco derrotas e três empates, com 27 gols marcados e 26 gols sofridos.

## Títulos

### Nacionais
- Campeonato Uruguaio da 2ª Divisão: 8 (1926, 1951, 1954, 1957, 1963, 1975, 1994, 2012/13)

## Elenco
Atualizado 19 de julho de 2021.
Legenda
- : Capitão
- : Jogador lesionado